# میدان گازی یرنگوی
میدان گازی یرنگوی (انگلیسی: Urengoy gas field) از میدان‌های گازی روسیه مستقر در ناحیه خودگردان یامالو-ننتس، استان تیومن است، که در سال ۱۹۶۶ کشف شد و هم‌اکنون به‌طور متوسط روزانه معادل ۱۶ هزار بشکه نفت خام و ۷۱۲ میلیون متر مکعب گاز طبیعی، توسط شرکت گازپروم، از این میدان تولید می‌شود.